# Бібліотека імені Володимира Сосюри
Бібліотека імені В.Сосюри (Київ) Дніпровського району м.Києва.

## Адреса
02090, Київ, Харківське шосе, 13
Працює: понеділок-четвер – з 10-00 до 19-00;
неділя – з 10-00 до 18-00;
п’ятниця, субота – вихідні;
останній день місяця – санітарний.
http://dniprolib.com.ua/lib0/liblib/11-lib8.html[недоступне посилання з червня 2019]

## Характеристика
Площа приміщення бібліотеки — 295 м², бібліотечний фонд — 24,46 тис. примірників. Щорічно обслуговує 3 тис. користувачів, кількість відвідувань за рік — 18,0 тис., книговидач — 52,0 тис. примірників.

## Історія бібліотеки
Бібліотека заснована в 1955 році. В 1965 році їй присвоєно ім’я українського поета-лірика Володимира Сосюри. З 1975 року була в структурі Дарницької ЦБС, в квітні 1987 року бібліотека ввійшла до складу Дніпровської ЦБС. Бібліотека розташована в районі Дарницької площі.
Має зручне спеціалізоване приміщення абонементу та читального залу.